# Planul Morgenthau

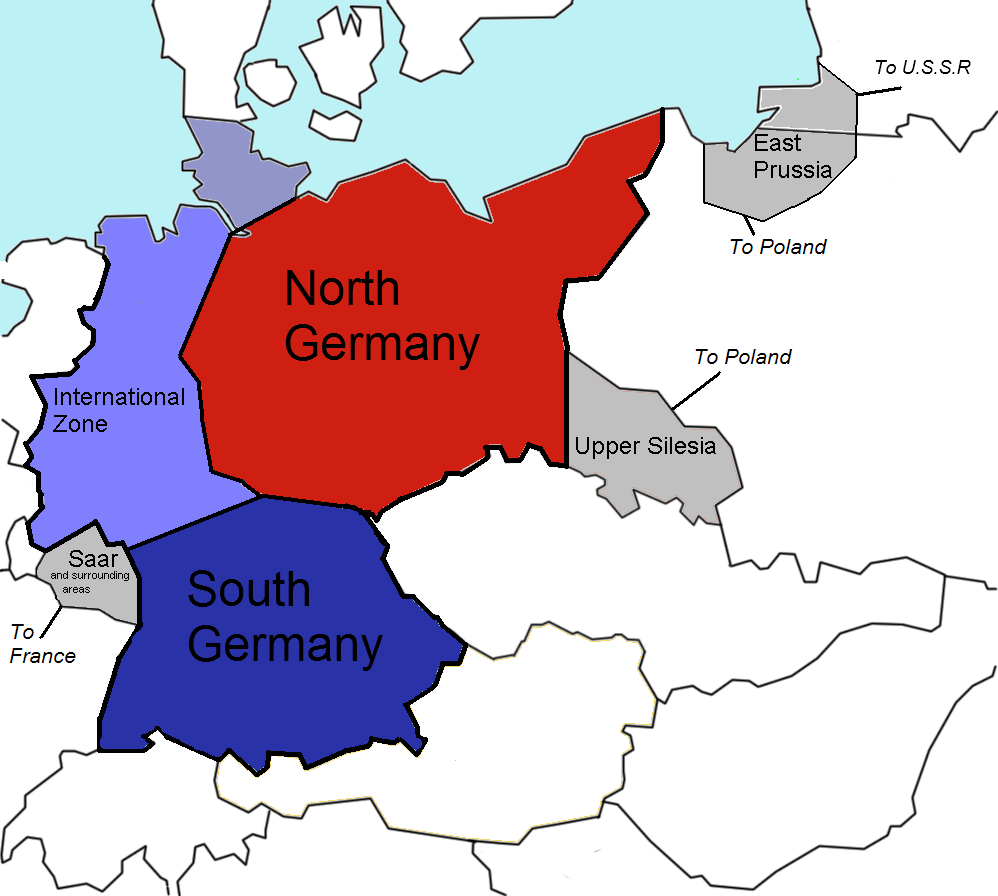
Planul Morgenthau arătând partiţia planificată a Germaniei în Statul de Nord, Statul de Sud, și o Zonă Internațională. Zona gri urma să intre sub controlul Franței, Poloniei și URSS-ului.

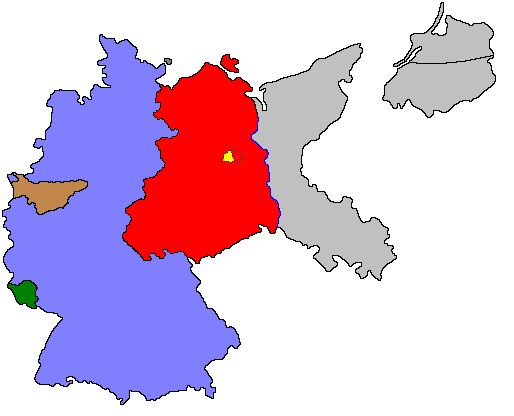
Graniţele politice în Germania postbelică (1949). Germania de Vest este reprezentată cu culoarea albastră, Germania de Est cu roșu, protectoratul Saar sub control economic francez cu culoarea verde. Regiunea Ruhr, motorul industrial al Germaniei de Vest este reprezentată cu maro sub controlul Autorității internaționale pentru Regiunea Ruhr. Fostele teritorii est-germane sunt reprezentate cu gri pentru a fi anexate Poloniei și Uniunii sovietice. Berlinul de Vest este reprezentat cu galben și formal a fost sub ocupația Aliaților până în 1990.

Planul Morgenthau a fost un plan de împărțire a Germaniei după cel de-Al Doilea Război Mondial care impunea măsuri dure cu intenția de a înlătura posibilitatea Germaniei de a mai declanșa un război.
Planul a fost propus de Henry Morgenthau, secretar al Trezoreriei SUA.
Propunerea inițială trebuia atinsă în trei pași importanți:
- Germania urma să fie împărțită în două state independente.
- Centrele principale de minerit și industrie ale Germaniei, incluzând regiunile Saar și Ruhr și Silezia de Sus urmau să fie internaționalizate și anexate țărilor vecine.
- Toată industria grea urma să fie demontată sau distrusă în alt mod.

La a doua conferință din Quebec din 16 septembrie 1944 președintele SUA, Franklin D. Roosevelt și Henry Morgenthau l-au convins pe prim-ministrul britanic Winston Churchill să fie de acord cu planul. Cu toate acestea, Churchill a întocmit o nouă versiune a planului, îngustând scopurile planului inițial și care a fost în final acceptată și semnată și de președintele  Roosevelt. 

## De citit
- en Lewkowicz, Nicolas (2010), The German Question and the International Order, 1943–48, Basingstoke and New York: Palgrave Macmillan Text " Nicolas Lewkowicz " ignorat (ajutor).
- en ———————— (2008), The German Question and the Origins of the Cold War, Milan: IPOC.
- en Moore, Michaela Hoenicke (2009), „11”, Know Your Enemy: The American Debate on Nazism, 1933–1945, Cambridge University Press, ISBN 978-0-521-82969-4.

### Articole
- en Casey, Steven (2005), „The campaign to sell a harsh peace for Germany to the American public, 1944–1948”, History, 90 (297): 62–92, ISSN 1468-229X.